# 이수현 (법조인)
이수현(李守鉉, 일본식 이름: 德原守鉉도쿠하라 슈켄, 1896년 5월 3일 ~ 1958년 10월 6일)은 일제강점기와 대한민국의 법조인으로, 원적지는 함경남도 함흥군 덕천면이다.

## 생애
1919년 3월 경성전수학교를 졸업했고 1919년 9월 함경남도 홍원군 서기로 임명되었다. 1922년 7월 함흥지방법원 북청지청 서기 겸 통역생으로 채용되었다. 대구지방법원 상주지청 판사(1928년 10월 11일 임명)와 대구지방법원 판사(1930년 12월 20일 임명), 공주지방법원 강경지청 판사(1934년 7월 13일 임명), 공주지방벙원 청주지청 판사(1935년 8월 10일 임명), 대전지방법원 청주지청 판사(1938년 7월 1일 임명), 대구지방법원 안동지청 판사(1940년 6월 5일 임명), 광주지방법원 장흥지청 판사(1944년 3월 25일 임명)를 역임했으며 항일 독립 운동 관련자 재판 12건에 참여했다. 1935년 8월 22일 조선총독부로부터 문관보통분한위원회(文官普通分限委員會) 충청북도 예비위원으로 임명되었다.
1928년 11월 26일 일본 정부로부터 쇼와대례기념장을 받았으며 1937년 4월 14일 훈6등 서보장, 1942년 9월 8일 훈5등 서보장을 받았다. 광복 이후인 1951년 3월 경상북도 대구에서 변호사를 개업했고 같은 해 6월 판사로 임명되었다. 1952년 4월 부장판사가 된 뒤부터 광주지방법원 목포지원장을 역임했다. 민족문제연구소의 친일인명사전 수록자 명단의 사법 부문과 친일반민족행위진상규명위원회가 발표한 친일반민족행위 705인 명단에 포함되었다.

## 참고자료
- 친일반민족행위진상규명위원회 (2009). 〈이수현〉. 《친일반민족행위진상규명 보고서 Ⅳ-13》. 서울. 303~325쪽.